# Paloma negra
Paloma negra je roman slovenskega pisatelja Miha Mazzinija. Izšel je leta 2013.

## Prevodi
- Roman je leta 2014 izšel v angleščini pri založbi Open Books[1] v tiskani in e-izdaji.
- Roman je leta 2024 izšel v Bosni in Hercegovini pri založbi Connectum.[2]

## Zanimivosti
- Roman obravnava tudi navdušenje nad mehiško glasbo, ki se je polotilo Jugoslavije okoli leta 1950. Med zbiranjem gradiva za roman je avtor pogovore snemal in potem zmontiral TV dokumentarec YuMex (Jugoslovanska Mehika).
- Ovitki gramofonskih plošč jugoslovanskih Mehičanov so na ogled na avtorjevi spletni strani[3].

## Nominacije
Roman je bil uvrščen med deset finalistov za nagrado kresnik.

## Ocene
- »Novi roman Mihe Mazzinija Paloma negra lahko uvrstimo med večplastne, zagonetne in skrivnostno vabeče knjige, kakršnih v sodobni slovenski prozi ravno ne mrgoli.«[5]